# ばんばひろふみ
ばんば ひろふみ（1950年〈昭和25年〉2月20日 - ）は、日本のフォークシンガー、ラジオパーソナリティ。本名は馬場弘文（読みは同じ）。京都市東山区祇園出身。既婚。離婚1回。愛称は「ばんばん」。ペンネームは馬場章幸。血液型はB型。京都市立清水小学校、中高一貫校である立命館中学校・高等学校を経て、立命館大学経済学部卒業。所属事務所はヤングジャパン→アップフロントエージェンシー（現：アップフロントプロモーション）→アップフロントクリエイト。

## 来歴

### 子供時代
実家は八坂神社の近くのお茶屋で、玄関から座敷までがお茶屋で、それ以外がばんば家族の生活空間だった。子供の頃はばんばたちが普通に日常生活を送る中、隣のお座敷では芸妓・舞妓と客たちが宴会している、という状況だった。祇園での暮らしはばんばの人となりを形成する上で大きな影響を与え、その後華やかな芸能の世界に憧れを持つきっかけとなった。幼い頃からバイオリンを習っていたという。
中学から大学まで立命館に通った。小学校時代は同級生のほとんどの家がばんばと同じくお茶屋などの似たような商売をしていた。このため中学に入ってから、「世間一般ではお茶屋の家の子はごくわずかで、サラリーマンなどの家庭の方が多い」と知って面食らったという。

### 大学時代の音楽活動
大学入学時は学生運動の真っ只中で、バリケードで封鎖されていたため2年間は大学の中に一切入れなかった。これにより授業もなく暇を持て余したことで、大学時代は音楽三昧の生活となった。当初ロックをやっていたが、大学2年生の頃に友人に誘われて“フォークの方がモテるかも”と思ってやり始めた。
当時は京都御所の芝生で演奏ができたことから、様々なフォークグループがそこで演奏活動を行っていた。その中の一つとしてばんばたちも御所で演奏すると、近辺を通学路にする女子高や女子大などのファンがついた。しかしほどなくして石岡達雄、山本博史とバンド「ジャッケルズ」を結成するもヒットには至らず、発売したレコードは全く売れなかった。その後うっかり必修科目を取り忘れていたことで留年が決まり、石岡・山本が就職を決めたことで「ジャッケルズ」は自然消滅した。

### バンバン結成、東京へ
進路を考えていた頃、同じく関西で音楽をやっていた谷村新司（当時はフォークグループ「アリス」として活動）から、「新しい音楽事務所が立ち上がるから一緒に参加しよう」と誘われた。ばんばはフォークグループ「バンバン」を結成し、新たに音楽活動をスタートさせることになった。
レコードを発売したもののヒット曲がないまま時は流れ、24歳の頃に事務所の東京進出を機にバンバンも付いていった。上京後はアルバイトしながら、麻布十番の暗闇坂の小さなアパートで、バンバン、アリス、事務所社長と雑魚寝状態で生活した。

## 略年譜
- 1969年、立命館大学在学中に石岡達雄、山本博史らと知り合い、当時関西フォークブームもあって、3人組バンド「ジャッケルズ」を結成しプロデビュー[2]。
- 1971年、高山厳、今井ひろしらと「バンバン」を結成。
- 1975年、荒井由実が作詞・作曲したシングル「『いちご白書』をもう一度」を発売、大ヒットとなる。
- 1977年2月25日、元々ばんばがファンだった歌手の平山みきと結婚する。のちに1男（俳優の馬場紘之信）を授かる。
- 1978年、ソロ・デビュー。「ばんばひろふみ＆ホットスタッフ」を結成。
- 1979年、ばんば（名義・馬場章幸）自らが作曲を手がけた「SACHIKO」をリリース、この年から翌年にかけて大ヒットする。
- 1984年、関西テレビで深夜ローカルワイド番組『エンドレスナイト』の司会を兵藤ゆきと担当（1990年まで）。
- 2002年、 年に一度、「神戸アコースティックタウン」と呼ばれるライブを伊勢正三らと行なうようになる。みやびの杜・京都スタジアム推進委員会（Jリーグチーム京都パープルサンガ用サッカー専用スタジアム建設推進のための市民団体）の代表幹事に就任。
- 2005年1月、ばんばの女性問題（不倫）が原因で、平山と協議離婚。
- 2014年、杉田二郎・堀内孝雄・高山厳・因幡晃とブラザーズ5を結成[4]。
- 2024年3月27日、ラジオ番組『ばんばひろふみ!ラジオ・DE・しょー!』（ラジオ関西）の最終回で、加齢性難聴によりステージ活動を休止することを発表[5]。また同日、公式YouTubeチャンネル「ばんばひろふみのチャンネルばんばん」を開設した[5]。

## 人物

### ラジオについて
20代から長年に渡って様々なラジオ番組のパーソナリティとして出演している。音楽業、ラジオで活動するばんばは後に、「僕にとって音楽が“幹”だとすると、ラジオは“枝”なんです」と評している。
1970年代から1980年代前半には、「MBSヤングタウン」（MBSラジオ）や「セイ!ヤング」（文化放送）のパーソナリティとして谷村新司と競演。「セイ!ヤング」では、「顔が大きい」という特徴をネタに聴取者からの投稿コーナーも含めかなりの弄られキャラを演じた。
また、バンバンの「『いちご白書』をもう一度」は、レコード発売前に文化放送のばんばのラジオ番組で初めてオンエアされた。翌週そのスタジオでハガキの詰まったダンボール箱を見た本人は、「今日はえらい数の(リスナーの投稿)ネタが届いたな」と思っていたら、全て同曲のリクエストハガキだったため反響の凄さに驚いたという。

### ビートルズへの憧れ
中学2年生の頃、近所のレコード屋の店内で流れた「プリーズ・プリーズ・ミー」に衝撃を受け、その日を境にビートルズに夢中になった。高校2年生の頃にビートルズの武道館公演が開かれることになり、学校から“ビートルズを観に行くなら退学”と言われていた。どうしても観に行きたかったため退学届を出して東京まで公演を観に行ったが、結局退学にはならなかった。
若い頃に、「64歳になったらイギリスでビートルズ巡礼の旅に出よう！」と決意。以降プライベートはもちろん、海外ロケの仕事を依頼されても、イギリスだけは頑なに断ってきたという。そして、64歳になった時に長年の夢を叶え、ジョン・レノンの生家などを周って大満足したとのこと。

## 代表曲
SACHIKO（1979年～1980年）
当曲の大ヒットにより、全国の「サチコ」という女性から「『さちこ』っていう名前、自分で嫌いだったけど、この歌を聴いて好きになった」といったファンレターが大量に寄せられた。なお、ニック・ニューサが1981年にリリースした「サチコ」とは完全な別物である。
速達（1982年～1983年）
発売当時、MBSヤングタウン金曜日でザ・ベストテンにこの曲をランクインさせようという呼びかけ（机・イッツマイライフ運動）が起こり、その結果同番組のはがきリクエストランキングで最高9位を記録した。ヤンタンファンへの感謝とメッセージをこめてザ・ベストテン「今週のスポットライト」コーナー登場時、カメラに向かってピックを投げるという公約を守った。なお、運動名の由来は、当時ベストテン入りしていた大川栄策が得意のタンス担ぎを披露したことに対し、同じく顔が大きいからという理由でこれに対抗して「それならばんばんは机を担げ」という流れによるものであったが、さすがに本番のスタジオに机を抱えて登場することはできなかった。なお当時、自ら「自分は、4年に一度ヒット曲が出るので、オリンピック歌手と呼ばれてます」と発言していた。

## ディスコグラフィ

### シングル
| #                                                                          | 発売日                                           | タイトル                                         | B面                                              | 規格                                             | 規格品番                                         |
| CBS・ソニー ばんばひろふみ & ホットスタッフ 名義                           | CBS・ソニー ばんばひろふみ & ホットスタッフ 名義 | CBS・ソニー ばんばひろふみ & ホットスタッフ 名義 | CBS・ソニー ばんばひろふみ & ホットスタッフ 名義 | CBS・ソニー ばんばひろふみ & ホットスタッフ 名義 | CBS・ソニー ばんばひろふみ & ホットスタッフ 名義 |
| -------------------------------------------------------------------------- | ------------------------------------------------ | ------------------------------------------------ | ------------------------------------------------ | ------------------------------------------------ | ------------------------------------------------ |
| 1st                                                                        | 1978年4月21日                                    | 最終フライト05便                                 | チェンジング・パートナー                         | EP                                               | 06SH-286                                         |
| EPIC・ソニー ばんばひろふみ & ホットスタッフ 名義                          |                                                  |                                                  |                                                  |                                                  |                                                  |
| 2nd                                                                        | 1978年10月21日                                   | 女は天使なんかじゃない                           | ある午後                                         | EP                                               | 06・5H-3                                         |
| 3rd                                                                        | 1979年3月21日                                    | グッド・ラック・マドモアゼル                     | クレイジー・シティ・パニック                     | EP                                               | 06・5H-8                                         |
| EPIC・ソニー ばんばひろふみ 名義                                           |                                                  |                                                  |                                                  |                                                  |                                                  |
| 4th                                                                        | 1979年9月21日                                    | SACHIKO                                          | 三日間の空白                                     | EP                                               | 06・5H-20                                        |
| EPIC・ソニー ばんばひろふみ デュエット マナ 名義                           |                                                  |                                                  |                                                  |                                                  |                                                  |
| 5th                                                                        | 1980年4月21日                                    | 青い春 (My Love Song)                            | 空をつかまえた男の話                             | EP                                               | 06・5H-37                                        |
| EPIC・ソニー ばんばひろふみ 名義                                           |                                                  |                                                  |                                                  |                                                  |                                                  |
| 6th                                                                        | 1980年8月21日                                    | 不思議にウキウキ                                 | Give Up お嬢さん                                 | EP                                               | 07・5H-45                                        |
| 7th                                                                        | 1980年11月21日                                   | Tenderness                                       | 旅に行こうよ                                     | EP                                               | 07・5H-60                                        |
| 8th                                                                        | 1981年5月21日                                    | 21才の君へ                                       | 別離                                             | EP                                               | 07・5H-79                                        |
| 9th                                                                        | 1982年3月21日                                    | 昨日よりも若く                                   | ピリオド                                         | EP                                               | 07・5H-112                                       |
| 10th                                                                       | 1982年11月21日                                   | 速達                                             | ぼくたちの箱船                                   | EP                                               | 07・5H-141                                       |
| 11th                                                                       | 1983年9月21日                                    | あの素晴らしい愛をもう一度                       | 雨のハイウェイ                                   | EP                                               | 07・5H-174                                       |
| 12th                                                                       | 1984年8月25日                                    | 黄昏物語                                         | 今はまだDreamer                                  | EP                                               | 07・5H-209                                       |
| 13th                                                                       | 1985年7月1日                                     | Vのシナリオ 〜吠えろライオンズ!〜                | Vのシナリオ 〜吠えろライオンズ!〜 Vol.2          | EP                                               | 07・5H-251                                       |
| 14th                                                                       | 1985年9月21日                                    | 真夜中のロンリーハート                           | サマーガール                                     | EP                                               | 07・5H-261                                       |
| 徳間コミュニケーションズ / ジャパンレコード ばんばひろふみ 名義            |                                                  |                                                  |                                                  |                                                  |                                                  |
| 15th                                                                       | 1986年9月25日                                    | 私のように美しい娘たち                           | 純情サタデーナイト                               | EP                                               | 7JAS-70                                          |
| 16th                                                                       | 1987年4月25日                                    | 嵐のキャンドル (Tango 1987)                      | Give Up お嬢さん                                 | EP                                               | 7JAS-79                                          |
| 徳間コミュニケーションズ / ジャパンレコード ばんばひろふみ & 兵藤ゆき 名義 |                                                  |                                                  |                                                  |                                                  |                                                  |
| 17th                                                                       | 1988年9月10日                                    | DEAR MY FRIEND                                   | 純情サタデーナイト                               | EP                                               | 7JAS-107                                         |
| 17th                                                                       | 1988年9月10日                                    | DEAR MY FRIEND                                   | 純情サタデーナイト                               | 8cmCD                                            | 10JC-331                                         |
| 徳間コミュニケーションズ / ジャパンレコード ばんばひろふみ 名義            |                                                  |                                                  |                                                  |                                                  |                                                  |
| 15th                                                                       | 1989年4月25日                                    | いい女だね                                       | 悲しみに抱かれて                                 | 8cmCD                                            | 10J-5014                                         |
| ポリスター ばんばひろふみ 名義                                             |                                                  |                                                  |                                                  |                                                  |                                                  |
| 16th                                                                       | 1993年4月25日                                    | Loving Youもう一度                               | I Will Follow You                                | 8cmCD                                            | PSDR-5002                                        |
| 17th                                                                       | 1994年1月26日                                    | 風にむかって                                     | 春から春へ                                       | 8cmCD                                            | PSSR-5034                                        |
| zetima ばんばひろふみ 名義                                                 |                                                  |                                                  |                                                  |                                                  |                                                  |
| 18th                                                                       | 1998年5月21日                                    | Hello Again                                      | 悲しくてやりきれない                             | 8cmCD                                            | EPDE-1002                                        |
| Rice Music ばんばひろふみ 名義                                             |                                                  |                                                  |                                                  |                                                  |                                                  |
| 18th                                                                       | 2005年7月21日                                    | のんびりと ゆっくりと                            | 風に乗って                                       | Maxi                                             | PKCP-2012                                        |

### タイアップ
| 曲名                              | タイアップ                                                       | 収録作品                                      |
| --------------------------------- | ---------------------------------------------------------------- | --------------------------------------------- |
| Vのシナリオ 〜吠えろライオンズ!〜 | 文化放送協力西武ライオンズ応援歌                                 | シングル「Vのシナリオ 〜吠えろライオンズ!〜」 |
| 私のように美しい娘たち            | ハウス『王風麺』CMソング                                         | シングル「私のように美しい娘たち」            |
| 純情サタデーナイト                | KTV『エンドレスナイト』テーマソング                              | シングル「私のように美しい娘たち」            |
| DEAR MY FRIEND                    | 関西テレビ放送『エンドレスナイト』テーマソング                   | シングル「DEAR MY FRIEND」                    |
| Loving Youもう一度                | テレビ東京系『いい旅・夢気分』エンディングテーマ                 | シングル「Loving Youもう一度」                |
| I Will Follow You                 | 関西テレビ『熱血!ハイテンション』オープニング&エンディングテーマ | シングル「Loving Youもう一度」                |
| 風にむかって                      | 関西テレビ『きよしヘレンの歌仲間』エンディングテーマ             | シングル「風にむかって」                      |
| Hello Again                       | テレビ東京系『徳光和夫の情報スピリッツ』エンディングテーマ       | シングル「Hello Again」                       |
| Hello Again                       | 信用組合コマーシャルソング                                       | シングル「Hello Again」                       |

## 出演番組

### テレビ
- サムシングNOW（1980年、TBS）
- エンドレスナイト（関西テレビ）
- おでかけ小町組（MBSテレビ）
- どうする京都21（KBS京都）
- ドラマ新銀河「初婚・再婚」（1997年、NHK） - 国分静夫 役
- 連続テレビ小説「わかば」（2004年 - 2005年、NHK） - 井川一行 役
- 桑原征平のおもしろ京都検定（KBS京都）
- 水戸黄門第43部 第13話「冴えない男の恩返し -松坂-」（2011年、TBS） - 彦蔵 役
- 月曜ドラマランド「探偵桃がたり」（1986年10月27日、フジテレビ）
- 夏樹静子サスペンス「闇よやさしく」（1987年6月1日、関西テレビ）
- 金曜時代劇「新・はんなり菊太郎〜京・公事宿事件帳〜」（2007年、NHK）- 徳兵衛

### ラジオ
- パックインミュージック（TBSラジオ）
- セイ!ヤング（文化放送）[1]
- ペパーミントストリート・青春大通り（文化放送）
- 青春キャンパス（文化放送）[1]
- ライオンズナイター（文化放送）[1]
- ばんばん・優子のグッドセンス・ナンセンス（文化放送）
- ばんばひろふみのオトナはなんでも知っている!（ニッポン放送、1990年）
- ばんばん・タカコのサテライト、スペシャル（ラジオ関西）
- ばんばひろふみ!ラジオ・DE・しょー!（ラジオ関西）
- ばんばひろふみ ワインDEワイワイ!（ラジオ関西）
- 土曜バンバン!やってもいいかな?!（ラジオ関西）
- 金曜バンバン ゴメンネ!?ばんばひろふみDE（ラジオ関西）
- 元気イチバン!!芦沢誠です（ABCラジオ） - 木曜レギュラー
- ばんばひろふみのKYOTO Revolution（KBS京都ラジオ）
- 京都大好きラジオ（KBS京都ラジオ）
- サンデー歌謡プレゼント（MBSラジオ）
- MBSチャチャヤング（MBSラジオ）
- MBSヤングタウン金曜日（MBSラジオ）[1]
- ヤング海賊船（MBSラジオ）
- MBSミュージックマガジン（MBSラジオ、1977年10月 - 1978年3月）
- ギャルズファンシーノート〜宇宙船エンジェル〜（MBSラジオ）
- 火曜昼ならばんばひろふみ（MBSラジオ）
- ツー快!お昼ドキッ（CBCラジオ） - 火曜パーソナリティ
- ばんばひろふみ Rock’na 夜咄（FM COCOLO、2018年4月 - 2024年3月）
- OLDIES GOODIES（e-radio FM滋賀、2020年10月 - ） - 長戸大幸と共にパーソナリティー
- OLDIES GOODIES ANNEX（JFN系ネット、2021年4月 - 2022年3月） - 「OLDIES GOODIES」の30分編集版